# Armand Jean-François
Ne doit pas être confondu avec Jean-François Armand.
Armand Jean-François, né le 7 mars 1874 à Grand-Bourg (Guadeloupe) et mort le 22 septembre 1938 à Basse-Terre (Guadeloupe), est un homme politique français. Il est député de la Guadeloupe de 1924 au 22 septembre 1928.

## Biographie
Ayant obtenu son baccalauréat, il part en 1890 en métropole pour suivre des études de philosophie, qu'il ne peut terminer pour raisons de santé. Rentré en Guadeloupe, il devient commissaire de police à Pointe-à-Pitre. Trop proche de la population pour l'administration coloniale, il est rapidement révoqué. Il crée alors le journal Libéral. Il obtient une licence de droit et devient avocat. À ce titre, il est amené à défendre le journal Le Citoyen du Parti radical-socialiste.
Armand Jean-François est élu conseiller général à Anse-Bertrand, et il est président du Conseil général du 8 octobre 1918 au 20 octobre 1920. Son secrétaire particulier est alors Virgile Chathuant, qui est en même temps secrétaire-rédacteur au Conseil général et se lance ensuite en politique. Après avoir été adjoint, il devient maire de Pointe-à-Pitre en 1922. Lors des élections législatives françaises de 1924, il est élu au scrutin de liste avec Gratien Candace. Il s'inscrit comme membre du groupe radical et radical-socialiste à la Chambre des députés. Il interpelle le gouvernement sur « les faits qui ont déterminé l'assassinat de plusieurs citoyens tant au cours de la grève de l'usine Duval, à Petit-Canal, qu'au cours de la période des dernières élections municipales à Pointe-à-Pitre ». Lors des législatives de 1928, il arrive en 3e position dans la 2e circonscription dans un scrutin sans second tour, lequel voit le succès d'Eugène Graëve, allié à Gratien Candace, député de la 1re circonscription.
Il exerce ensuite brièvement en tant que conseiller à la Cour de Nouméa, jusqu'à ce que « les décrets-lois du président du Conseil, Laval, en 1931, lui imposent une retraite forcée ». Ayant repris sa carrière d'avocat, il devient maire de Goyave.